# Cmentarz wojenny w Kiełczewicach Dolnych (zachodni)
Cmentarz wojenny w Kiełczewicach Dolnych – zabytkowy cmentarz z okresu I wojny światowej znajdujący się w gminie Strzyżewice, powiat lubelski. Cmentarz usytuowany przy lokalnej drodze pomiędzy zabudowaniami wsi. Ma kształt kwadratu o powierzchni około 900 m². Otoczony jest rowem o głębokości około metra. Zarośnięty jest drzewami.
Centralna część cmentarza zajęta jest przez kopiec o wysokości około 5 m i podstawie 10 m na 10 m. Na szczycie kopca znajduje się drewniany krzyż.

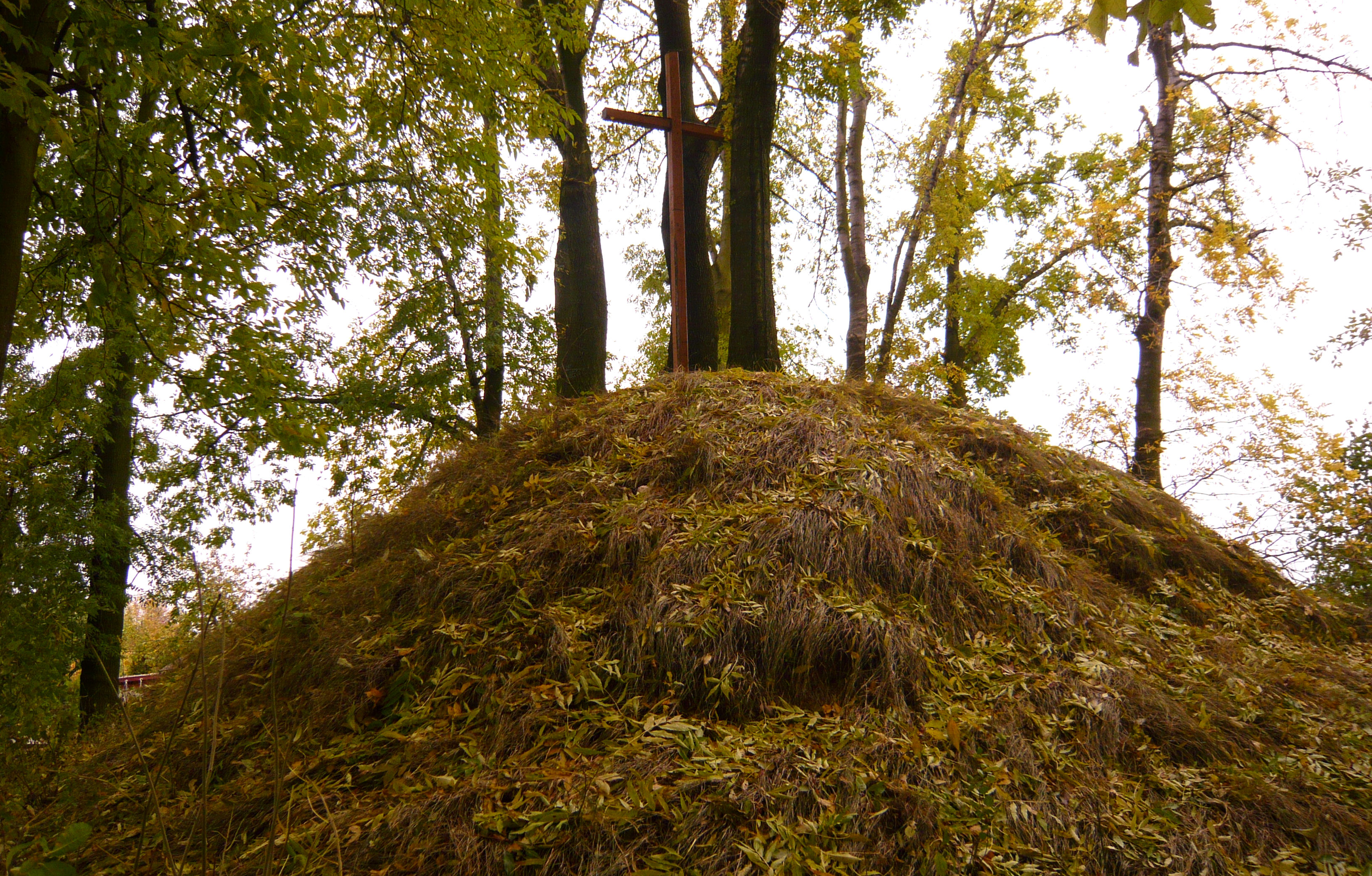
Widok kopca

Na cmentarzu pochowanych prawdopodobnie 89 żołnierzy poległych w I wojnie światowej w czasie walk na linii obrony rosyjskiej Bychawa – Chodel w sierpniu 1914 oraz 23 lipca 1915 roku:

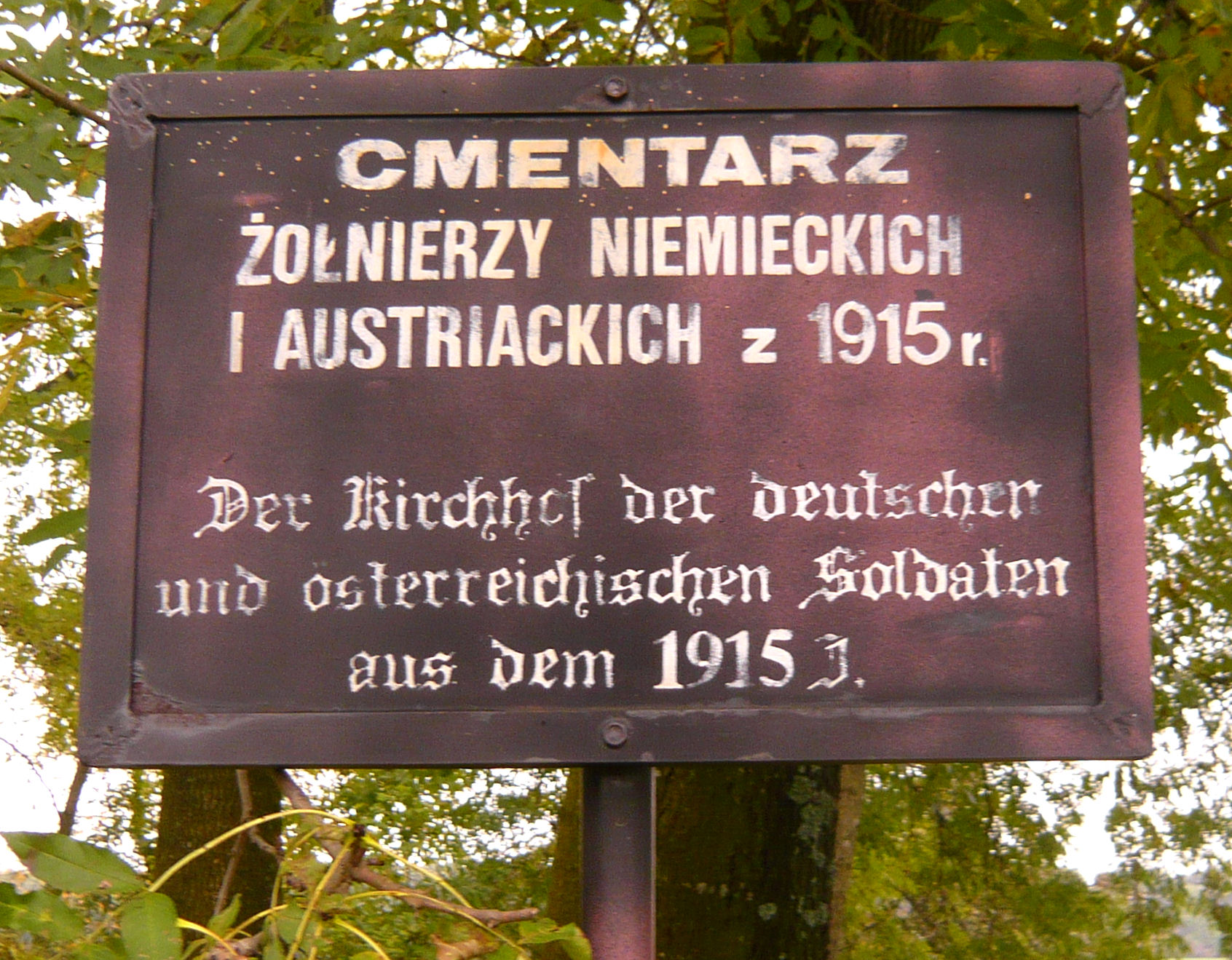
Tablica informacyjna

- 68 żołnierzy austriackich,
- 21 żołnierzy armii carskiej